# ورود به خانه اسلشر
ورود به خانهٔ اسلشر (به انگلیسی: Enter the Slasher House) تنها آلبوم ایوی تر اسلشر فلکس می‌باشد؛ این گروه متشکل است از ایوی تر، انیمال کالکتیو، عضو پیشین درتی پراجکترز، آنجل درادوریان، و درامر سابق پونی‌تیل یعنی جرمی هایمن. اولین تک‌آهنگ آلبوم تحت نام «دندان نیش کوچک» توسط وبگاه پیچفورک به عنوان «بهترین قطعهٔ جدید» نام‌گذاری شد.